# 心经碑
31°54′33″N 120°16′05″E / 31.90914°N 120.26808°E
心经碑，位于中华人民共和国江苏省无锡市江阴市的一个石刻，位于中山公园东侧碑房。

## 特点
心经碑原位于毗陵。明朝移置至江阴广福寺，嵌砌于铁弥勒佛后面的墙壁上，后因火灾被毁。清朝嘉庆三年，由当地地方人士仿照摹本新刻成，现存中山公园东侧碑房内。碑由六块长方形大青石拼组而成，由东向西排列，高2.87米，每块宽0.7米至1.26米不等。碑刻《般若波罗密多心经》一卷草书。1982年3月25日，江苏省人民政府重新公布其为江苏省文物保护单位。